# Julián de Ajuriaguerra
Julián de Ajuriaguerra Ochandiano (Bilbao, España, 7 de enero de 1911-Villefranque (Pirineos Atlánticos), 23 de mayo de 1993) fue un neuropsiquiatra y psicoanalista español, nacionalizado francés.

## Biografía
Fue un claro representante de una psiquiatría ecléctica, erudita y humanista y uno de los que inauguraron en Francia el sistema de psiquiatría de sector. Destacado en un medio rural, se va a los 16 años a París donde estudia medicina. Se vuelve externo en psiquiatría en el hospital Sainte-Anne.
Su estatuto de médico extranjero hace que no sea pagado hasta 1950, lo que lo fuerza a trabajar para guardias a enfermeras hasta la prohibición de esta práctica bajo el régimen de Vichy. Sigue particularmente los seminarios de Gaëtan Gatian de Clérambault y de Pierre Janet y frecuenta el ambiente surrealista. Acaba sus estudios de medicina en España, donde la guerra civil le impide pasar sus últimas pruebas. Su tesis El Dolor en las afecciones del sistema nervioso central, es prologada por Jean Lhermitte y será su asistente en el Laboratorio de anatomía del sistema nervioso desde 1938 a 1946. 
En la Resistencia durante la guerra, es nombrado profesor agregado en neurología y psiquiatría. Encuentra al psicoanalista René Diatkine, con quien abre una consulta especializada en trastornos de la psicomotricidad y el lenguaje, formando un equipo interdisciplinario junto a especialistas del lenguaje, la escritura, la motricidad, la psiquiatría y la psicología. Mira Stambak, Margarite Auzias, Jean Berges, Giselle Soubiran, Serge Lebovici, René Zazzo, Irene Lezine, fueron algunas de las personas que formaron parte del equipo.
Se psicoanaliza con Sacha Nacht. Es en 1950 cuando este eterno emigrado obtiene la nacionalidad francesa y puede entonces pasar el bachillerato y conseguir equivalencias para el reconocimiento de su título de médico. En 1959 reemplaza al profesor Fernand Morel en el hospital psiquiátrico de Bel-Air en Ginebra, que dirige hasta 1975. Permite a la psiquiatría ginebrina desarrollarse y considerarse como una referencia. Los psicoanalistas trabajaban con neurólogos en un espíritu de colaboración y de emulación raramente alcanzado en este dominio. Pone a punto también su técnica de relajación, el "método Ajuriaguerra", tomando como referencia el método autógeno de relajación de Schultz.
Dejará posteriormente Ginebra para trasladarse a París donde será profesor en el Colegio de Francia. Continúa con una actividad intensa de búsqueda y de enseñanza en Francia, en España y en el País Vasco. En 1986, una enfermedad lo fuerza a terminar con sus actividades.

## Obra
- Julián de Ajuriaguerra, Daniel Marcelli:  Psicopatoloía del Niño, Publisher: Masson, 1996. ISBN 8445804650
- De Ajuriaguerra, J (19..). Manual de psiquiatría infantil.

### En francés
- Manuel de psychiatrie de l'enfant, Masson, 1980
- L'Écriture de l'enfant, tomo 1, Delachaux & Niestle, 1989
- Le Cortex Cérébral. Étude Neuro-Psycho-Pathologique (avec H. Hécaen), Masson et Cie. París, 1960

### Sobre Ajuriaguerra
- Berrios, G. E.; Aguirre Oar, J. M.; Guimón Ugartechea, J.; Barranquer Bordas, L.; Lasa, A.; Orbe Garay, I.; Rego, A.   Vida Y Obra De Julián De Ajuriaguerra, 1992. ISBN 8487748252